# アレクサンダー・リンジー (第4代バルカレス伯爵)
第4代バルカレス伯爵アレクサンダー・リンジー（英語: Alexander Lindsay, 4th Earl of Balcarres、1690年頃 – 1736年7月25日）は、スコットランド貴族。

## 生涯
第3代バルカレス伯爵コリン・リンジーと4人目の妻マーガレット・キャンベル（Margaret Campbell、1747年5月没、第2代ラウドン伯爵ジェームズ・キャンベルの娘）の長男として生まれた。
1707年にスペイン継承戦争に参戦してフランドルを転戦、サン＝ヴナンの包囲戦で負傷したが、父が1715年ジャコバイト蜂起に参加したため、衛兵隊の中隊長になるのが1732年と遅れた。
1718年7月31日、エリザベス・スコット（Elizabeth Scott、1778年9月14日没、デイヴィッド・スコットの娘）と結婚したが、2人の間に子供はいなかった。
1722年に父が死去すると、バルカレス伯爵の爵位を継承した。1734年にスコットランド貴族代表議員に当選、以降1736年に死去するまで務めた。
1736年7月25日に死去、弟ジェームズが爵位を継承した。